# Sinner (Band)
Sinner ist eine deutsche Heavy-Metal-Band, benannt nach ihrem Gründer, Sänger und Bassisten, dem deutschen Heavy-Metal-Musiker und Produzenten Mat Sinner (u. a. Primal Fear - Rock Meets Classic).

## Geschichte

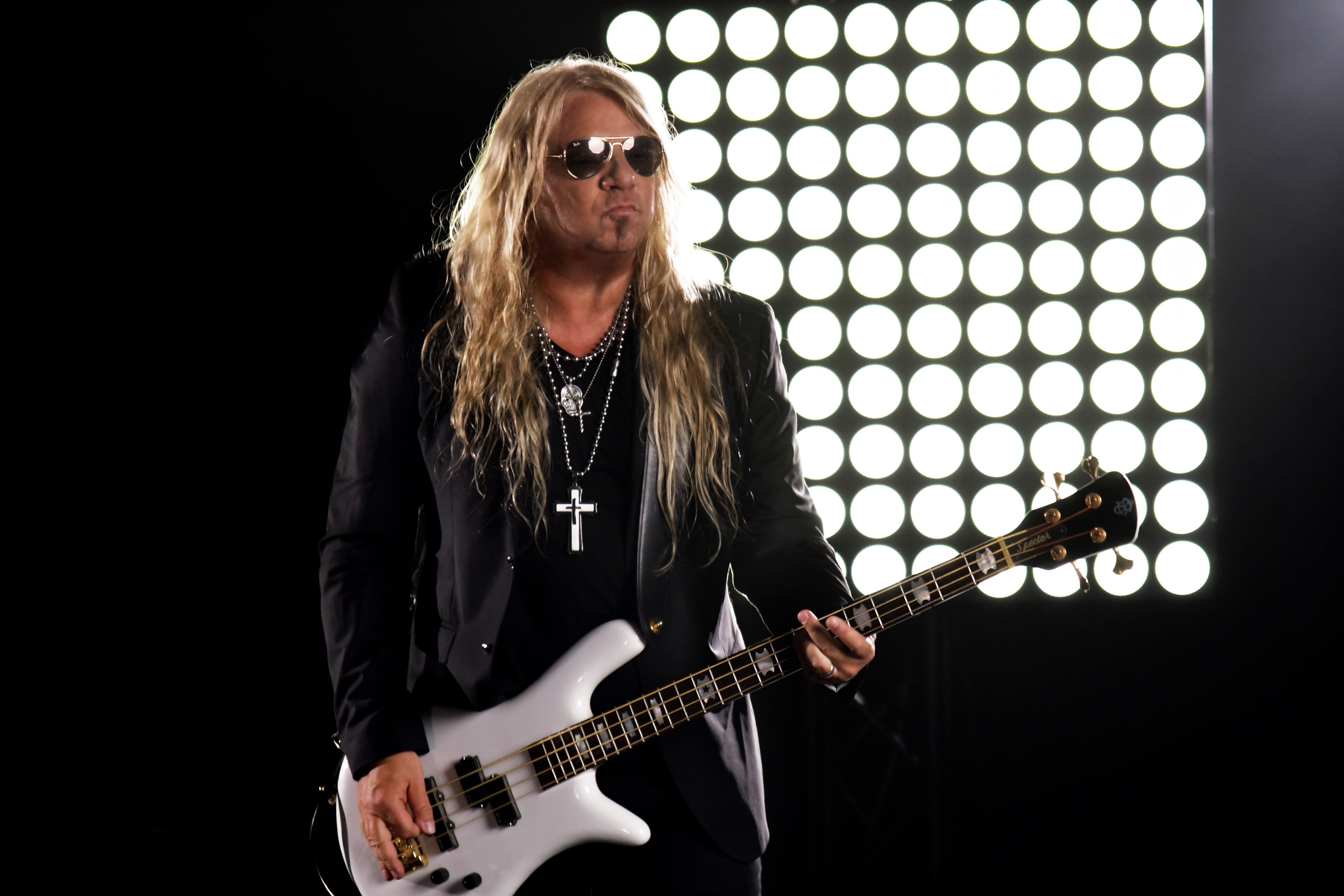
Mat Sinner 2019

Mat Sinner gründete in Stuttgart die nach ihm benannte Band im Jahr 1980 direkt nach seiner Schülerband Goddess Shiva, allerdings stießen erst im Folgejahr weitere Musiker hinzu, die heute zur Ur-Besetzung gezählt werden. Die erste LP Wild’n’Evil erschien im Jahr 1982. Der Nachfolger Fast Decision wurde ein Jahr später von Gama Records veröffentlicht; Mat Sinner behauptet bis heute, das Album sei aufgrund des mittlerweile erfolgten Vertragsabschlusses bei Noise Records nicht vollständig fertiggestellt worden und veröffentlichte Demos. Danger Zone, das erste Album unter Noise Records, war der erste Versuch der Band, ihren persönlichen Stil weiterzuentwickeln, der zu diesem Zeitpunkt noch wenig mit dem Melodic Metal der darauffolgenden und letzten Alben zu tun hatte. Nach vielen Besetzungswechseln stabilisierte sich die Band mit Herman Frank (Accept) als Gitarristen und nahm im Jahre 1985 das Album Touch of Sin auf. Diese Produktion gilt heute noch als Meilenstein des deutschen Heavy Metal. Comin’ Out Fighting wurde mit dem Gitarrenteam Angel Schleifer und Mathias Dieth eingespielt. 1987 wurde das Album Dangerous Charm veröffentlicht, ein Album mit mehr melodischen Klängen als die Veröffentlichungen zuvor. Danach einigte sich die Band darauf, eine Pause einzulegen. Zwischenzeitlich veröffentlichte Mat Sinner 1990 ein Soloalbum mit dem Namen Back to the Bullet (BMG), das mit einer komplett neuen Band arrangiert wurde.
1992 fand die ursprüngliche Besetzung wieder zusammen und veröffentlichte das Album No More Alibis. Mit den darauffolgenden Alben Respect und Bottom Line schaffte es die Band, für fünf Wochen in den japanischen Charts zu verweilen. Mit dieser musikalischen Neuausrichtung stieg die Popularität der Band immer weiter an und führte neben Gastauftritten im Vorprogramm von Mr. Big und Savatage auch zum Start einer eigenen Deutschland-Tour und der Veröffentlichung eines Livealbums. Noch erfolgreicher war die Band mit den Alben Judgement Day (1997) und The Nature of Evil (1998), nach denen man im Vorprogramm von Deep Purple auf Europa-Tour ging. The Nature of Evil war das bislang erfolgreichste Album der Band und stand in den deutschen Albumcharts auf Platz 63. Im Jahr 1997 gründete Mat Sinner mit dem ehemaligen Gamma-Ray-Sänger Ralf Scheepers die Band Primal Fear. Mat Sinner wird als treibende Kraft der beiden Bandprojekte bezeichnet.
2000 hatte die Band ihren ersten Line-Up-Wechsel nach fünf Jahren. Uli Kusch, ehemaliger Schlagzeuger von Helloween und Gamma Ray, als auch Gitarrist Henny Wolter produzierten mit der Band das Album The End of Sanctuary (Platz 87 der Media Control Album-Charts). Im Jahr 2003 erschien das metal-lastige Album There Will Be Execution. Die Band hatte damit sechs Alben in neun Jahren veröffentlicht. Anschließend folgte eine vierjährige Pause, in der sich Mat Sinner auf die Arbeit mit Primal Fear konzentrierte. Mat Sinner reformierte Sinner im Jahr 2006, um das Album Mask of Sanity aufzunehmen. Mit der Besetzung Henny Wolter (Gitarre), Klaus Sperling (Schlagzeug) und Christof Leim (Gitarre) tourte die Band und unterschrieb einen neuen langfristigen Plattenvertrag mit AFM Records. Im September 2008 wurde in gleicher Besetzung das Album Crash & Burn veröffentlicht. Daran schlossen sich Tourneen durch Asien (Japan), Südamerika und die USA an.
Das Album One Bullet Left erschien am 9. September 2011 und stieg auf Position 65 der Charts ein. Unterstützung erhielten Mat Sinner und Christof Leim von André Hilgers (Rage) am Schlagzeug und den Gitarristen Alex Scholpp (Tarja, Farmer Boys, Tieflader) und Alex Beyrodt (Primal Fear, Voodoo Circle). Im Jahr 2013 wurde in dieser Besetzung mit Touch of Sin 2 viele Sinner-Klassiker neu aufgenommen, inklusive drei neuer Songs und dem Musikvideo Don’t Believe a Word.

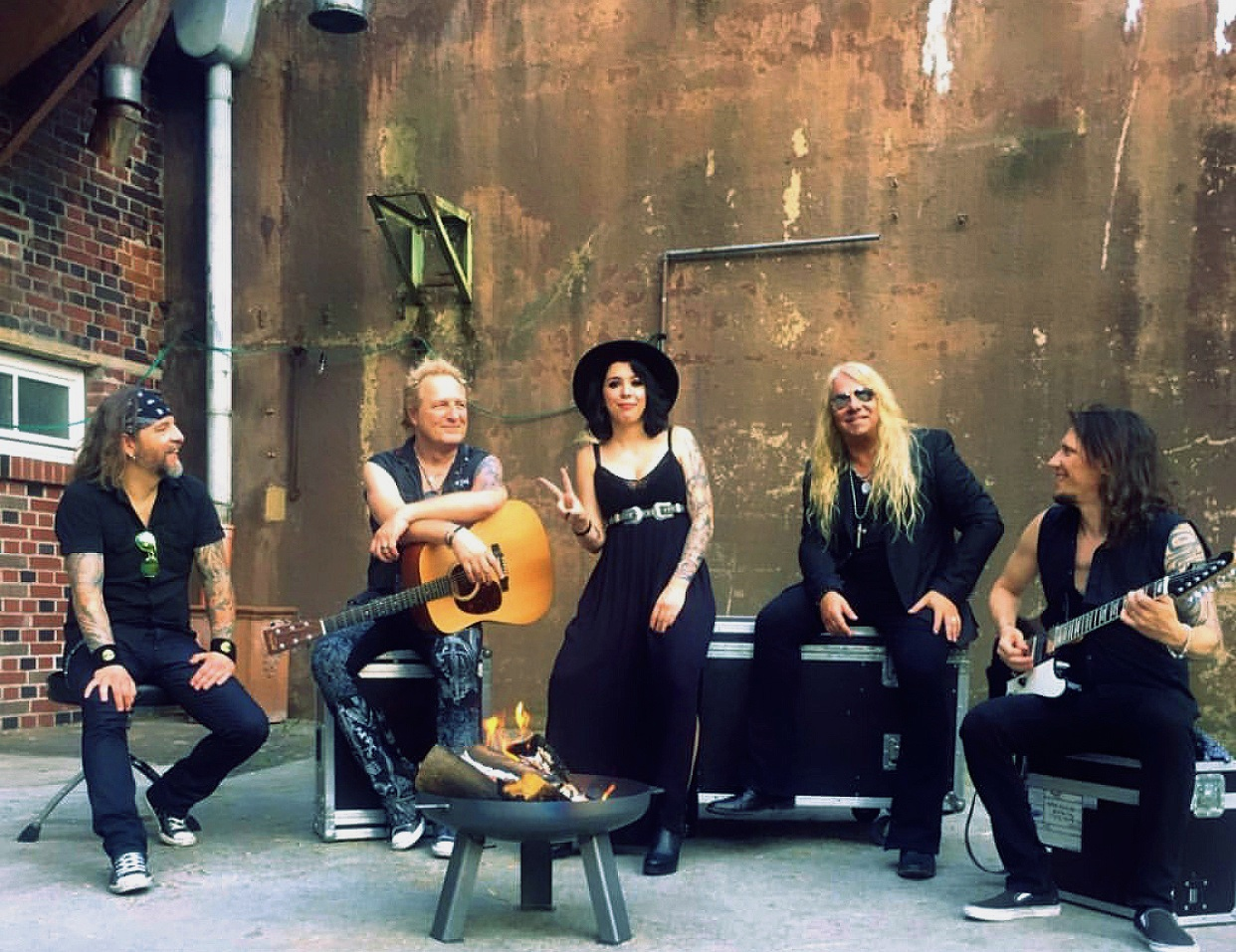
Sinner 2019-2

Im Jahr 2016 plante Sinner von Rock Meets Classic und der Primal Fear World-Tour eine neue Sinner-CD zu schreiben und die Band neu zu beleben. Gitarrist Alex Scholpp verblieb in der Band und mit Gitarrist Tom Naumann stieß ein ehemaliges Mitglied wieder zur Band. Mat Sinner produzierte das Album wieder selbst und ging zusammen mit Co-Produzent Dennis Ward im Herbst 2016 in die Studios und nahm das neue Album Tequila Suicide auf. Gus G. spielte ein Gitarrensolo auf dem Song Why und Sascha Krebs und Kolinda Brozovic sind als weitere Gastsänger zu hören. Musikvideos gibt es zu den Songs Tequila Suicide und Road to Hell. Die Single Tequila Suicide erschien am 24. Februar 2017, das Album am 31. März 2017 bei AFM Records und schaffte den höchsten Charteinstieg in der Bandgeschichte auf Platz 49. Nachdem die Band erfolgreich 2018 in Japan, Australien und Deutschland tourte begann das Jahr 2019 mit neuen Aufnahmen für das neue Album Santa Muerte. Mat Sinner produziert wieder selbst mit Dennis Ward. Neben den Gitarristen Naumann & Scholpp spielt seit 2018 Markus Kullmann Schlagzeug (Voodoo Circle), und die Italienerin Giorgia Colleluori (Rock Meets Classic) teilt sich mit Mat Sinner den Gesang live und auf dem neuen Album, das am 13. September 2019 auf AFM Records veröffentlicht wurde und auf Platz 41 in Deutschland chartete und auch in. der Schweiz, gefolgt von zahlreichen Shows in Europa.
Und wieder gab es eine unbeabsichtigte Pause, da Mat Sinner selbst schwer nach einer Corona-Impfung erkrankte. Trotzdem produzierte die Band an ihrem neuen Album „Brotherhood“ weiter und konnte das Album mit Hilfe von Engineer Sebastian Röder und Mischer Jacob Hansen fertig stellen. Zur festen Bandbesetzung gehören Tom Naumann (Gitarre), Alex Scholpp (Gitarre), Markus Kullmann (Schlagzeug) und Mat Sinner (Gesang, Bass) dieses Mal unterstützt durch zahlreiche großartige Gäste wie Tom Englund (Everygrey), Oliver Palotai (Kamelot), Marc Basile (DGM), Ralf Scheepers (Primal Fear), Ronnie Romero, Erik Martensson (Eclipse), Dave Ingram (Benediction), Giorgia Colleluori (It’s A Lie), Sascha Krebs (Queen Kings) und Neil Witchard. Das Album übertraf auch aufgrund der Entstehung alle Erwartungen und erschien am 22. Juli 2022 via Atomic Fire Records, chartete in Deutschland auf Platz 12 und in der Schweiz auf Platz 28 der offiziellen Album-Charts.

## Diskografie

### Studioalben
- 1983: Fast Decision
- 1984: Danger Zone
- 1985: Touch of Sin
- 1986: Comin’ Out Fighting
- 1987: Dangerous Charm
- 1992: No More Alibis
- 1993: Respect
- 1995: Bottom Line
- 1996: Judgement Day (wurde 1997 mit verändertem Coverartwork wiederveröffentlicht)
- 1998: The Nature of Evil
- 2000: The End of Sanctuary
- 2003: There Will Be Execution
- 2007: Mask of Sanity
- 2008: Crash & Burn
- 2011: One Bullet Left
- 2013: Touch of Sin 2
- 2017: Tequila Suicide
- 2019: Santa Muerte
- 2022: Brotherhood

### Livealben
- 1996: In the Line of Fire (Live in Europe) (wurde 2008 mit verändertem Coverartwork und Bonustracks wiederveröffentlicht)

### Kompilationen
- 1994: Germany Rocks – The Best of
- 1994: The Best of Sinner - Noise Years
- 1998: Treasure - The Works 93-98
- 1999: The Second Decade
- 2000: Emerald - Very Best of Sinner
- 2009: Jump the Gun – Collection
- 2016: No Place in Heaven – The Very Best of the Noise Years 1984–1987

### Singles
- 1985: Bad Girl
- 1985: Out of Control
- 1986: Born to Rock
- 1986: Hypnotized
- 1987: Rebel Yell
- 1987: Tomorrow Doesn’t Matter Tonight
- 1988: Knife in My Heart
- 1992: Where Were You
- 1993: Fire in the Dark
- 1995: Say Goodbye
- 1997: Judgement Day (Shape-CD)
- 2007: Mask of Sanity (Promo-Single)
- 2011: Back on Trail
- 2013: Don’t Believe a Word
- 2017: Tequila Suicide
- 2017: Road To Hell
- 2019: Fiesta Y Copas (feat. Ronnie Romero)

### Musikvideos
- 1997: Used to the Truth
- 2007: Diary of Evil
- 2007: Black
- 2008: Revolution
- 2011: Back on Trail
- 2013: Don’t Believe a Word
- 2017: Tequila Suicide
- 2017: Road to Hell
- 2019: Fiesta Y Copas
- 2019: Death Letter
- 2021: Brotherhood
- 2021: The Last Generation